# Принц Джордж (писта)
Принц Джордж е писта за провеждане на автомобилни и мотоциклетни състезания, намираща се в Ийст Лондон, ЮАР.

## История
Отворена през 30-те година, за да бъде домакин на Голямата награда на ЮАР при през 1934 г., както и межде 1936 и 1939 г., когато състезанието е прекратено поради избухването на Втората световна война. Подобрена е през 1959 г., за да посрещне състезания от Формула 1. Приема три кръга за Голямата награда на ЮАРпрез 60-те години. Смятана е за малка за колите от Формула 1 и състезанието е изместено на пистата Киалами.

## Характеристика
Пистата е дълга 3,9 км.

## Победители във Формула 1
| Година | Пилот      | Конструктор    | Писта        | Статистика |
| ------ | ---------- | -------------- | ------------ | ---------- |
| 1965   | Джим Кларк | Лотус-Клаймакс | Принц Джордж | Статистика |
| 1963   | Джим Кларк | Лотус-Клаймакс | Принц Джордж | Статистика |
| 1962   | Греъм Хил  | БРМ            | Принц Джордж | Статистика |